# Canton de Rezé
Le canton de Rezé est une ancienne circonscription électorale française, située dans le département de la Loire-Atlantique (région Pays de la Loire). Il comprenait seulement deux communes : Rezé et Bouguenais.

## Géographie
Le canton de Rezé se trouvait sur la rive sud de la Loire, au sud-ouest de Nantes.

## Histoire
Ce canton a été créé en 1973 en scindant en deux le canton de Bouaye (décret n°73-725 du 23 juillet 1973 portant création de cantons dans le département de la Loire-Atlantique).

## Composition
Le canton de Rezé se composait d’une fraction de la commune de Rezé et d'une autre commune. Il compte 31 617 habitants (population municipale) au 1er janvier 2012.
| Nom              | Code Insee | Intercommunalité | Population (dernière pop. légale)              |
| ---------------- | ---------- | ---------------- | ---------------------------------------------- |
| Rezé (chef-lieu) | 44143      | Nantes Métropole | Fraction : 5 351(2014) Commune : 39 505 (2014) |
| Bouguenais       | 44020      | Nantes Métropole | 18 675 (2014)                                  |

## Les conseillers généraux
| Période | Période      | Identité             | Étiquette                         | Qualité |
| ------- | ------------ | -------------------- | --------------------------------- | --- |
| 1973    | 1978 (décès) | Alexandre Plancher   | PS                                | Directeur de société Maire de Rezé (1959-1978) Ancien conseiller général du Canton de Bouaye (1964-1973)                                          |
| 1978    | 1994         | Michelle Charpentier | PS                                | Conseillère municipale de Rezé |
| 1994    | 2015         | Françoise Verchère   | PS jusqu'en 2006 puis DVG puis PG | Professeure de collège Maire de Bouguenais (1993-2008) Adjointe au Maire de Bouguenais depuis 2008 Vice-présidente du Conseil général (2004-2008) |

## Démographie
| 1975 | 1982 | 1990   | 1999   | 2006   | 2011   | 2012   |
| ---- | ---- | ------ | ------ | ------ | ------ | ------ |
| -    | -    | 27 757 | 29 533 | 29 577 | 31 466 | 31 617 |